# Maquineta de tallar cabells

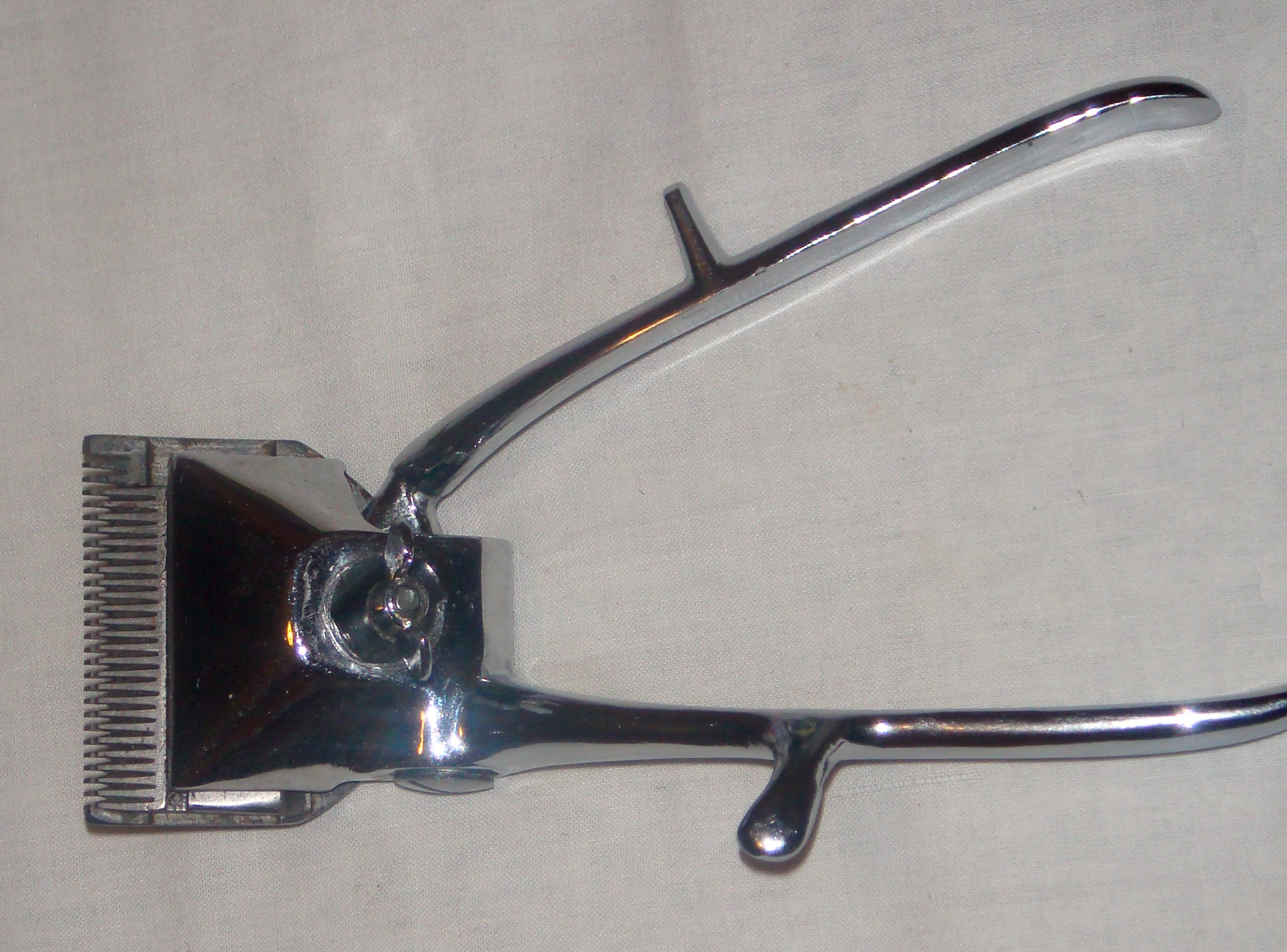
Maquineta manual de tallar cabells

Una maquineta de tallar cabells, coneguda també com a tonedora, o el francesisme tondosa, és una eina especialitzada per tallar o retallar els cabells humans. No s'ha de confondre amb la màquina d'afaitar, que s'utilitza per eliminar els pèls de la cara o del cos.

## Història de la maquineta manual
La maquineta de tallar cabells manual va ser inventada per Nikola Bizumic, un inventor serbi. Funcionava a mà, a diferència de les maquinetes elèctriques actuals.

## Història de la maquineta elèctrica

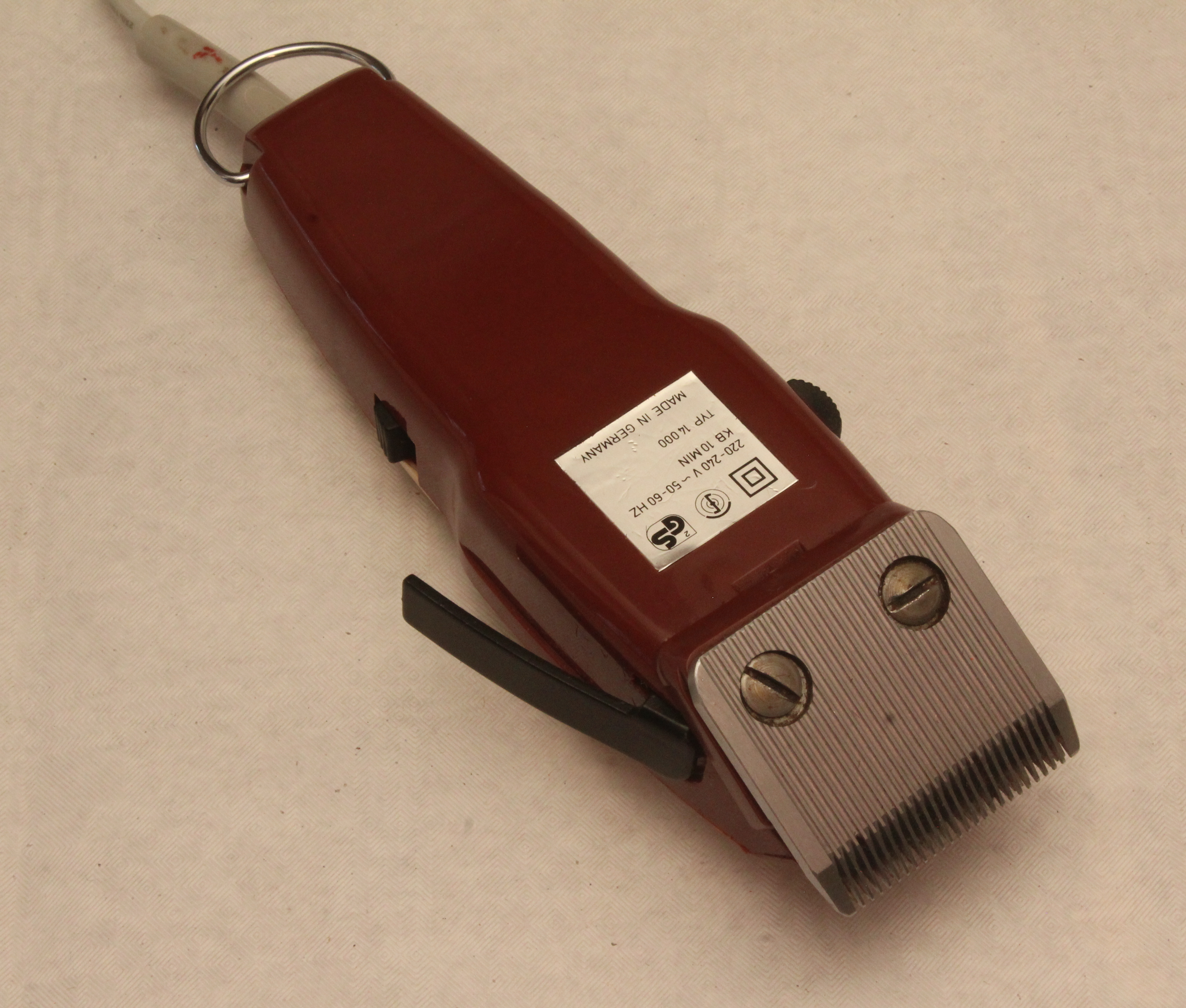
Maquineta elèctrica de tallar cabells, sense la pinta acoblada.

A principis de 1921 Mathew Andis va començar al soterrani de casa seva la producció del primer model operatiu d'una maquineta elèctrica de tallar cabells.
Amb el temps, la maquineta elèctrica de tallar cabells ha anat substituint gradualment les maquinetes manuals. Avui dia les màquines elèctriques són àmpliament utilitzades pels barbers i perruquers a la majoria de països industrialitzats.

## Nota
1. ↑  «tonedoratonedora». Diccionari de la llengua catalana de l'IEC. Institut d'Estudis Catalans.
2. ↑  
tondosa a Optimot